# Qaschyghumar Schabdanuly
Qaschyghumar Schabdanuly (kasachisch Қажығұмар Шабданұлы; russisch Кажигумар Шабданулы Kaschigumar Schabdanuly) (* 1925 in Kasachstan, Sowjetunion; † 15. Februar 2011 in Tacheng) war ein kasachischer politischer Aktivist und ein Autor, der Werke in kasachischer Sprache schrieb. Mehr als vierzig Jahre lang war Schabdanuly von der Volksrepublik China wegen seiner politischen Ansichten inhaftiert.

## Leben
Schabdanuly wurde 1925 im Dorf Tansyq in Ost-Kasachstan in der damaligen Sowjetunion geboren. Bald darauf floh die Familie aufgrund einer Hungersnot 1932/1933 nach Xinjiang. Schabdanulys Probleme mit dem chinesischen Recht begannen während der Drei-Bezirke-Revolution von 1944. Während der Kulturrevolution nahm Schabdanuly an einer nationalistischen kirgisisch-kasachischen Gesellschaft teil. 1958 wurde er zu 22 Jahren wegen politischer Aktivitäten sowohl des „linken Flügels“ als auch der „ultra rechten“ verurteilt und inhaftiert. Zu dieser Zeit diente er Vollzeit in Lagern des Tarimbeckens in der Taklamakan-Wüste. Schabdanuly wurde 1980 freigelassen und veröffentlichte 1982 in Ürümqi den ersten Band seines Meisterwerkes Qylmys (Kriminalität). Der zweite Band wurde 1985 gedruckt. Der dritte und vierte Band waren bereits für den Druck vorgesehen, als Schabdanuly erneut verhaftet wurde. Dieses Mal stand er unter Anklage, da er eine kasachische Separatistenorganisation leitete und Information nach Kasachstan lieferte. Schabdanuly wurde zu dreizehn Jahren verurteilt und saß erneut im Ürümqi-Gefängnis.

## Werke
Die erste unabhängige Ausgabe von Schabdanulys Geschichtsroman Pana erschien 2005 in Kasachstan. Schabdanulys arabische Originalschrift wurde von Qabdesh Jumadilov auf Kyrillisch transkribiert. Die erste vollständige sechsbändige Ausgabe von Qylmys erschien 2009 in Almaty. Im Januar 2010 wurde sie für den kasachischen Staatspreis für Literatur nominiert. Der Ernenner präsentierte Qylmys als „ein Buch über die Kolonisierung der kasachischen Territorien, das ein klares Bild davon vermittelt, was Kasachen unter dem imperialen Druck Chinas und der Sowjetunion durchmachten“. Die Regierungskommissare haben den Vorschlag jedoch abgeblockt und das Buch von der Nominierungsliste gestrichen.

## Aktuell
Seit Juli 2010 steht Schabdanuly weiterhin unter Hausarrest in Chuguchak. (Stand 2010) Kasachische nationalistische Organisationen rieten dem Präsidenten Nursultan Nasarbajew volle Freiheit für Schabdanuly zu fordern, beschränkte Bestrebungen seitens der Regierung blieben jedoch erfolglos. Laut Schabdanulys Tochter Jaynar, die in Almaty lebt und kasachische Bürgerin ist, weigerte sich die chinesische Regierung regelmäßig, Schabdanuly das Land verlassen zu lassen. Er hat fünf erwachsene Kinder, vier von ihnen leben in China. Laut Jaynar ist es ihrer Mutter und ihren Geschwistern möglich nach Kasachstan und wieder zurück nach China zu reisen.